# Котляковское кладбище
Котляко́вское кладбище — одно из московских кладбищ. Находится в Южном административном округе Москвы, в районе Царицыно.
Адрес — 115477, г. Москва, Деловая улица, дом 20а. Ближайшие станции метро — «Кантемировская» и «Царицыно».
Площадь кладбища — 38,5 га.
Находится в хозяйственном ведении ГУП «Ритуал».

## История
Основано в 1959 году.
Название происходит от бывшей деревни Котляково на реке Чертановке, рядом с которой было образовано кладбище.
В 2005 году на кладбище освящена церковь в честь Успения Пресвятой Богородицы. Строительство церкви, начатое по инициативе протоиерея Георгия Бреева, настоятеля церкви Иконы Божьей Матери «Живоносный источник» в Царицыне, по проекту архитектора В. А. Стерлигова, осуществлено на средства прихода и с участием прихожан и продолжалось около пяти лет.

## Захоронения известных людей
- См. Категория:Похороненные на Котляковском кладбище

На кладбище похоронены 11 Героев Советского Союза и полных кавалеров ордена Славы: А. И. Андриянов, И. К. Болдун, П. И. Гавроданов, В. И. Гущин, И. А. Данильченко, И. Д. Крайнов, С. А. Купцов, И. П. Папышев, М. В. Сабенин, Н. А. Свищёв, Г. А. Чех

## Взрыв на кладбище 10 ноября 1996 года

Слева — памятник погибшим во время взрыва, справа — могилы Лиходея и Краснолуцкой.

10 ноября 1996 года на кладбище был совершён террористический акт — взрыв заложенной бомбы унёс жизни 14 людей.

## Кладбище в массовой культуре
Кладбище часто упоминается в сериале «Цепь».

## Галерея

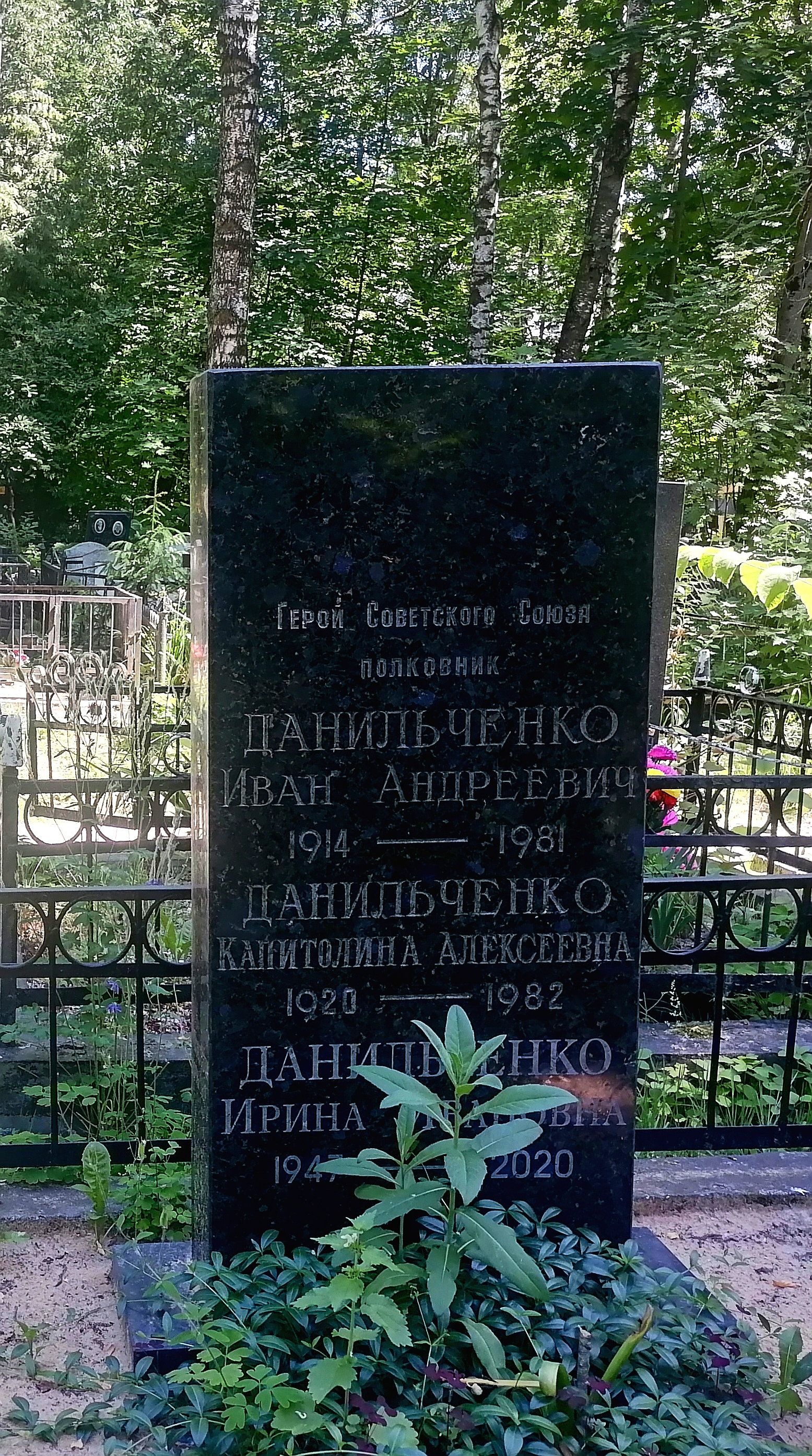
Могила Героя Советского Союза Ивана Данильченко
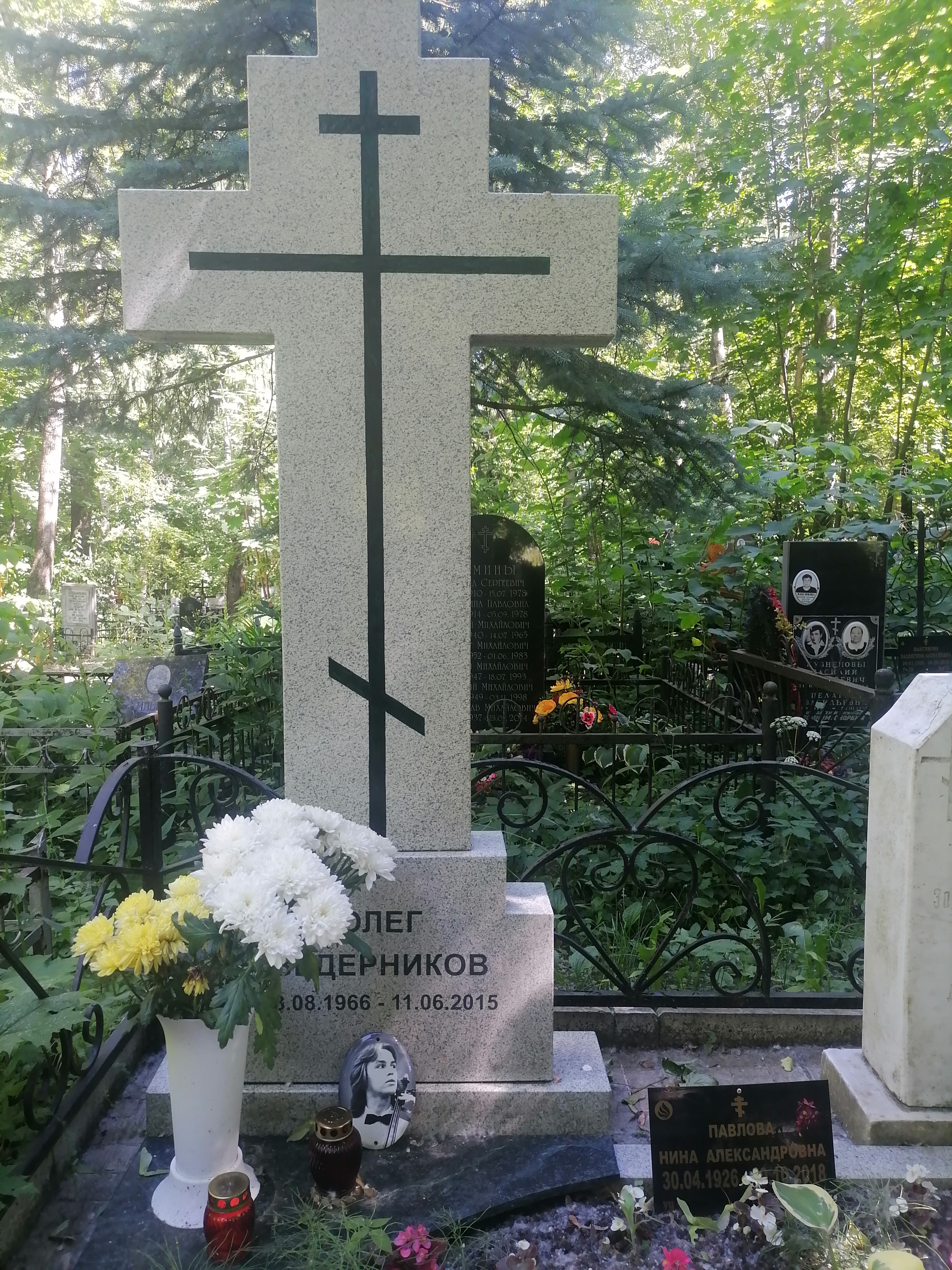
Могила музыканта Олега Ведерникова
Могила олимпийского чемпиона Сергея Панкрашкина
Могила Героя Советского Союза Александра Андриянова